# Hypomyces chrysospermus
Espèce
Synonymes
- Apiocrea chrysosperma (Tul. & C.Tul.) Syd. & P.Syd.[2]
- Apiocrea chrysosperma var. strophariae Ola'h[2]
- Hypocrea chrysosperma (Tul.)[2]
- Hypolyssus chrysospermus (Tul. & C.Tul.) Kuntze[2]
- Hypomyces chrysospermus f. edulis K.Bitner[2]
- Mucor chrysospermus (Bull.) Bull.[2]
- Mycobanche chrysosperma (Bull.) Pers.[2]
- Mycobanche chrysosperma Bull., 1793[2]
- Reticularia chrysosperma Bull.[2]
- Sepedonium chrysospermum (Bull.) Fr.[2]
- Sepedonium chrysospermum (Bull.) Link[2]
- Sepedonium chrysospermum Bull.[2]
- Sepedonium mycophilum (Pers.) Link, 1809[2]
- Sepedonium mycophilum (Pers.) Nees[2]
- Sporotrichum mycophilum (Pers.) Spreng.[2]
- Sporotrichum mycophilum var. rubicundum (Nees) Pers.[2]
- Trichoderma mycophilum (Pers.) Schwein.[2]
- Uredo mycophila Pers.[2]

Hypomyces chrysospermus, est une espèce de champignons Ascomycètes de la famille des Hypocreacés. Ce champignon est un mycoparasite cosmopolite qui infecte certains Bolets.